# غوين غوردي فوكوا
غوين غوردي فوكوا (بالإنجليزية: Gwen Gordy Fuqua)‏ هي ملحنة وكاتبة غنائية أمريكية، ولدت في 26 نوفمبر 1927 في ديترويت في الولايات المتحدة، وتوفيت في 8 نوفمبر 1999 في سان دييغو في الولايات المتحدة بسبب سرطان.

## وصلات خارجية
- غوين غوردي فوكوا على موقع IMDb (الإنجليزية)
- غوين غوردي فوكوا على موقع ميوزك برينز (الإنجليزية)
- غوين غوردي فوكوا على موقع ميوزك برينز (الإنجليزية)
- غوين غوردي فوكوا على موقع ديسكوغز (الإنجليزية)
- غوين غوردي فوكوا على موقع ديسكوغز (الإنجليزية)
- غوين غوردي فوكوا على موقع ديسكوغز (الإنجليزية)